# Polymixis chrysographa
Polymixis chrysographa är en fjärilsart som beskrevs av Wagner 1931. Polymixis chrysographa ingår i släktet Polymixis och familjen nattflyn. Inga underarter finns listade i Catalogue of Life.